# Santa Cristina de Figueiró
Santa Cristina de Figueiró is een plaats (freguesia) in de Portugese gemeente Amarante en telt 1 532 inwoners (2001).